# Mesterholdenes Europa Cup i håndbold 1964-65 (kvinder)
Mesterholdenes Europa Cup i håndbold 1964-65 for kvinder var den femte udgave af Mesterholdenes Europa Cup i håndbold for kvinder. Turneringen havde deltagelse af 10 klubhold, der var blevet nationale mestre sæsonen forinden, og blev afviklet som en cupturnering, hvor alle opgørene blev afviklet over to kampe, hvor holdene mødtes både ude og hjemme.
Turneringen blev vundet af HG fra Danmark, som i finalen over to kampe besejrede BP Kőbánya Spartacus fra Ungarn med 21-16. Det var første gang i turneringens historie, at et dansk hold sejrede.

## Resultater

### Ottendedelsfinaler
| Dato   | Dato   | Hjemmehold i 1. kamp | Udehold i 1. kamp          | Resultat | Resultat | Resultat |
| 1.kamp | 2.kamp | Hjemmehold i 1. kamp | Udehold i 1. kamp          | Samlet   | 1.kamp   | 2.kamp   |
| ------ | ------ | -------------------- | -------------------------- | -------- | -------- | -------- |
| ?      | ?      | ČKD Praha            | US d'Ivry                  | 35–12    | 16-50    | 19-70    |
| ?      | ?      | Trud Moskva          | BSG Fortschritt Weißenfels | 24–17    | 13-10    | 11-70    |
| –      | –      | Frigg Oslo           | Kvinnliga IK Sport         | w.o.     | –        | –        |

### Kvartfinaler
| Dato   | Dato   | Hjemmehold i 1. kamp | Udehold i 1. kamp | Resultat | Resultat | Resultat |
| 1.kamp | 2.kamp | Hjemmehold i 1. kamp | Udehold i 1. kamp | Samlet   | 1.kamp   | 2.kamp   |
| ------ | ------ | -------------------- | ----------------- | -------- | -------- | -------- |
| 5.2.   | ?      | HG                   | Frigg Oslo        | 17–90    | 17-9     | w.o.     |
| ?      | 25.1.  | Mora Swift Roermond  | 1. FC Nürnberg    | 11–10    | 6-5      | 5-5      |
| ?      | ?      | Lokomotiva Zagreb    | ČKD Praha         | 16–15    | 08-11    | 8-4      |
| ?      | ?      | BP Kőbánya Spartacus | Trud Moskva       | 17–16    | 10-70    | 7-9      |

### Semifinaler
| Dato   | Dato   | Hjemmehold i 1. kamp | Udehold i 1. kamp   | Resultat | Resultat | Resultat |
| 1.kamp | 2.kamp | Hjemmehold i 1. kamp | Udehold i 1. kamp   | Samlet   | 1.kamp   | 2.kamp   |
| ------ | ------ | -------------------- | ------------------- | -------- | -------- | -------- |
| 5.3.   | 12.3.  | HG                   | Mora Swift Roermond | 28–11    | 12-30    | 16-80    |
| ?      | ?      | BP Kőbánya Spartacus | Lokomotiva Zagreb   | 14–10    | 7-6      | 7-4      |

### Finale
| Dato   | Dato   | Hjemmehold i 1. kamp | Udehold i 1. kamp    | Resultat | Resultat | Resultat |
| 1.kamp | 2.kamp | Hjemmehold i 1. kamp | Udehold i 1. kamp    | Samlet   | 1.kamp   | 2.kamp   |
| ------ | ------ | -------------------- | -------------------- | -------- | -------- | -------- |
| 1.4.   | 16.4.  | HG                   | BP Kőbánya Spartacus | 21–16    | 14-60    | 07-10    |